# Conty Communal Cemetery
Conty Communal Cemetery is een begraafplaats gelegen in de Franse plaats Conty (Somme). De militaire graven worden onderhouden door de Commonwealth War Graves Commission.
De begraafplaats telt 3 geïdentificeerde Gemenebest graven uit de Tweede Wereldoorlog.